# Manuscrit 512

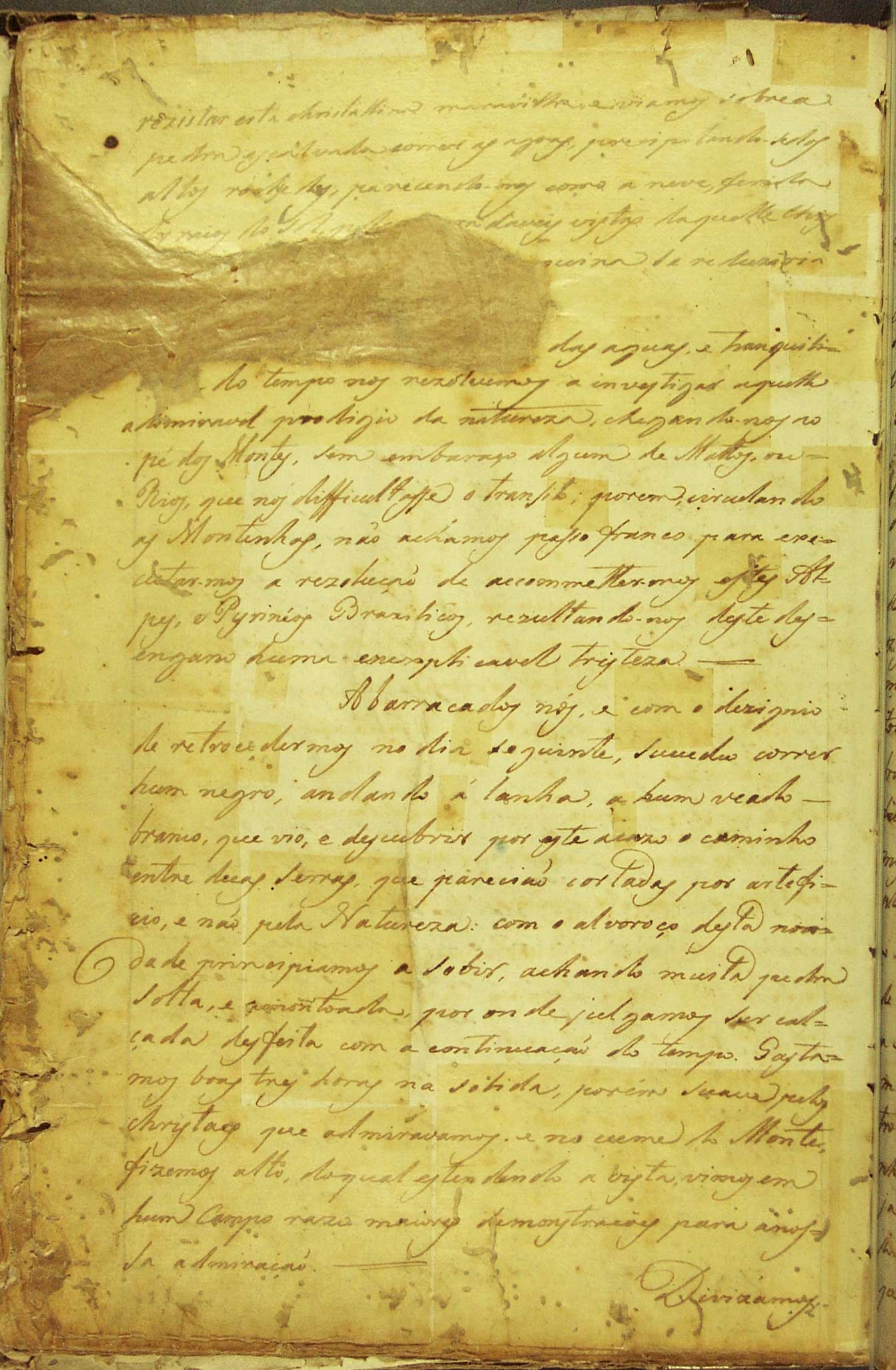
Segona pàgina del manuscrit

El Manuscrit 512, o Document 512, és un dels arxius manuscrits de l'època del Brasil colonial, que està guardat a la Biblioteca Nacional del Rio de Janeiro. Aquest document té caràcter expedicionari i consisteix en un relat d'un grup de bandeirantes (pioners), tot i que el nom de l'autor en siga desconegut.
Aquest manuscrit és la base del relat arqueològic nacional més extens, i un dels més famosos documents de la Biblioteca Nacional. L'accés al relat original és molt restringit actualment, tot i que n'hi ha una versió digitalitzada a la mateixa biblioteca.

## Descobriment
Tot i la datació del 1753, es creu que l'escriptura és setcentista per alguns detalls. Fou descobert el 1839, de manera casual, oblidat en la biblioteca de la cort (nom llavors de la Biblioteca Nacional).
El manuscrit, molt antic, i deteriorat pel temps, el va trobar Manuel Ferreira Lagos, i el donà a l'Institut Històric i Geogràfic Brasiler (IHGB); Januário da Cunha Barbosa va publicar una còpia sencera del manuscrit en la Revista de l'Institut Històric i Geogràfic Brasiler, amb un prefaci en què esbossava una teoria de connexió entre l'assumpte del document i la saga de Roberio Dies (fill de Belchior Dias Moreia), un home que fou tancat en presó per la corona portuguesa per negar-se a fer revelacions sobre les mines de metalls preciosos de Bahia.
En un context de recerca de la identitat nacional, i de valoració dels atributs brasilers, el document guanyà notorietat i un enfocament cada vegada majors al llarg dels anys. El tan investigat relat que fa el document, i que fou motiu de la seua rellevància al llarg de la història defensat per molts, contestat per altres, i obsessivament buscat per alguns: el Document 512 narra la trobada d'uns pioners de les ruïnes d'una ciutat perduda, una civilització en ruïnes enmig de la selva brasilera amb indicis de desenvolupament cognitiu, a més de riqueses, i una fi desconeguda.

## La Ciutat Perduda
El document que hui duu el subtítol de Relació històrica d'una oculta i gran població antiquíssima deshabitada, que es va descobrir l'any de 1753, narra la trobada d'un grup de pioners de les ruïnes d'una ciutat perduda i desconeguda fins llavors, a l'interior de Bahia.
El relat de l'expedició conta que van albirar una gran muntanya brillant, per la presència de cristalls, que va atreure l'atenció del grup, així com la seua sorpresa i admiració. Aquesta muntanya frustrà el grup en intentar escalar-la, i només per casualitat pogueren endinsar-s'hi, perquè un negre que acompanyava la comitiva volgué caçar un animal i trobà en la persecució un camí pavimentat amb pedres que passada per dins de la muntanya rumb a una destinació incerta.
Quan pujaren al cim de la muntanya de cristall els pioners albiraren una gran ciutat, que al principi van confondre amb algun poble ja existent de la costa brasilera; però en inspeccionar-la van comprovar una sèrie de diferències entre ella i l'estil local, a més del fet d'estar en alguns indrets completament en ruïnes, i absolutament buida: els seus edificis, molts amb més d'un pis, jeien abandonats i sense cap vestigi de presència humana, com ara mobles o altres objectes.
L'entrada a la ciutat era possible només per un camí, macadamitzat, i adornat a l'entrada amb tres arcs, el principal al centre, i dos menors als costats; l'autor del text expedicionari observa que tots tenien inscripcions en una lletra indesxifrable dalt, que els va ser impossible llegir donada l'alçada dels arcs, i menys encara reconéixer.
L'aspecte de la ciutat descrita en el Document 512 barreja trets semblants als de civilitzacions antigues, però també conté altres elements no identificats o sense associació; el cronista observa que totes les cases semblaven iguals, a vegades connectades entre si en una construcció simètrica i unísona.
Hi ha descripció d'alguns llocs observats pels pioners, admirats i confosos amb la troballa, tots relatats amb associacions del narrador, tals com la plaça on s'alçava una columna negra i al damunt una estàtua que apuntava al nord, el pòrtic del carrer amb una figura despullada de cintura cap amunt, que duia al cap una corona de llorer, els edificis immensos que vorejaven la plaça i tenien en relleu figures d'alguna mena de corbs i creus.
Segons el relat transcrit del document, a prop d'aquesta plaça hi havia un riu que fou seguit per la comitiva i que acabaria en una cascada, que aparentment tindria alguna funció semblant a la d'un cementeri, envoltada de tombes amb inscripcions, i ací van trobar un curiós objecte que es descriu tot seguit.
Mentrestant, quan l'expedició continuà avançant i va trobar els rius Paraguaçu i Una, el manuscrit es redactà en forma de carta, i fou enviat a les autoritats de Rio de Janeiro; la identitat dels pioners del grup se'n desconeix i només en resta el manuscrit enviat, i la localització de la ciutat suposadament visitada es feu un misteri que atrauria l'atenció de figures històriques famoses.

### La moneda d'or i el jove agenollat
L'únic objecte esmentat per l'expedició, que es trobà a l'atzar i es descriu curosament en la carta és una gran moneda fabricada en or. Aquest objecte, d'existència i destí desconeguts, duia emblemes a la superfície: hi havia en una cara el dibuix d'un jove agenollat, i al revers hi havia les imatges d'un arc, una corona i una fletxa.

### Fragments sencers delManuscrit 512
(...) columna de pedra negra de grandària extraordinària, i al seu damunt una estàtua d'un home ordinari, amb una mà al costat esquerre, i el braç dret estés, mostrant amb el dit índex el pol Nord; en cada cantó d'aquesta plaça hi ha una agulla, imitant les que usaven els romans, però algunes ja deteriorades, i partides com ferides per raigs. (...)

## Autoria
Analitzant les banderes de l'època, s'especula que l'autor del document siga João da Silva Guimarães. El nom d'Antônio Lourenço da Costa també s'hi considera.

## Interpretació

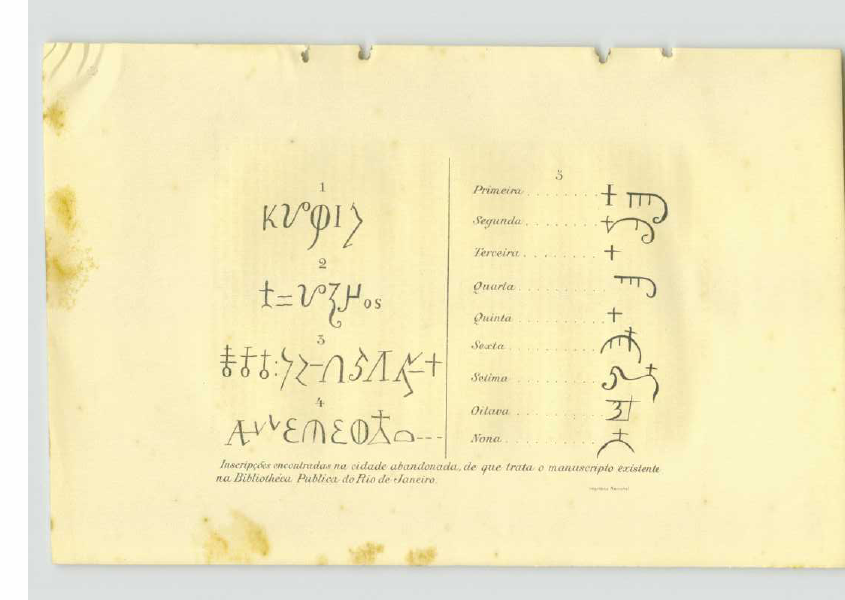
Inscripcions del Manuscrit 512, publicades per l'IHGB

Segons l'escriptor Barry Fell, les inscripcions són en grec ptolemaic, una forma d'egipci demòtic, i n'hi ha paràgrafs en alfabet d'escorpí (molt usat pels caldeus en les seues impressions de tresors amagats, entre altres usos). Són traduïdes així:
1. Kuphis - ptolemaic corrupte: "Perfums de fragància"
2. Hedysmos - ptolemaic corrupte: "Herbes Aromàtiques i condiments"
3. Khrys Phlkioun - alfabet d'escorpí: "Tresoreria d'or"
4. Asem Ephedria - ptolemaic corrupte: "Casa guàrdia per a barres d'argent no estampades"